# Jinxi, Anhui
Jinxi (kinesiska: 晋熙) är en köping i östra Kina. Den ligger i Taihu härad i Anqing i provinsen Anhui, omkring 190 kilometer sydväst om provinshuvudstaden Hefei. 